# Nikita van der Vliet
Nikita van der Vliet (født 14. marts 2000 i Zaandam, Holland) er en hollandsk håndboldspiller der spiller for den danske klub Odense Håndbold og for det hollandske landshold.
Hun udmærkede sig ved U18 VM i 2018, som blev afholdt i Polen, ved at blive kåret til turneringens bedste stregspiller samtidig med at hun også blev turneringens topscorer med 64 mål. Hun blev udtaget til den hollandske bruttotrup før VM slutrunden i Japan i 2019, men blev siet fra det endelige hold der blev verdensmestre.
I september 2018 blev hun af EHF udnævnt som en af Europas mest lovende spillere.
På klubplan har hun vundet den hollandske Eredevise med VOC Amsterdam 3 gange i træk fra 2017 til 2019. Med den danske klub Nykøbing Falster Håndboldklub var hun med til at vinde sølv ved EHF European League.